# Chris Owens

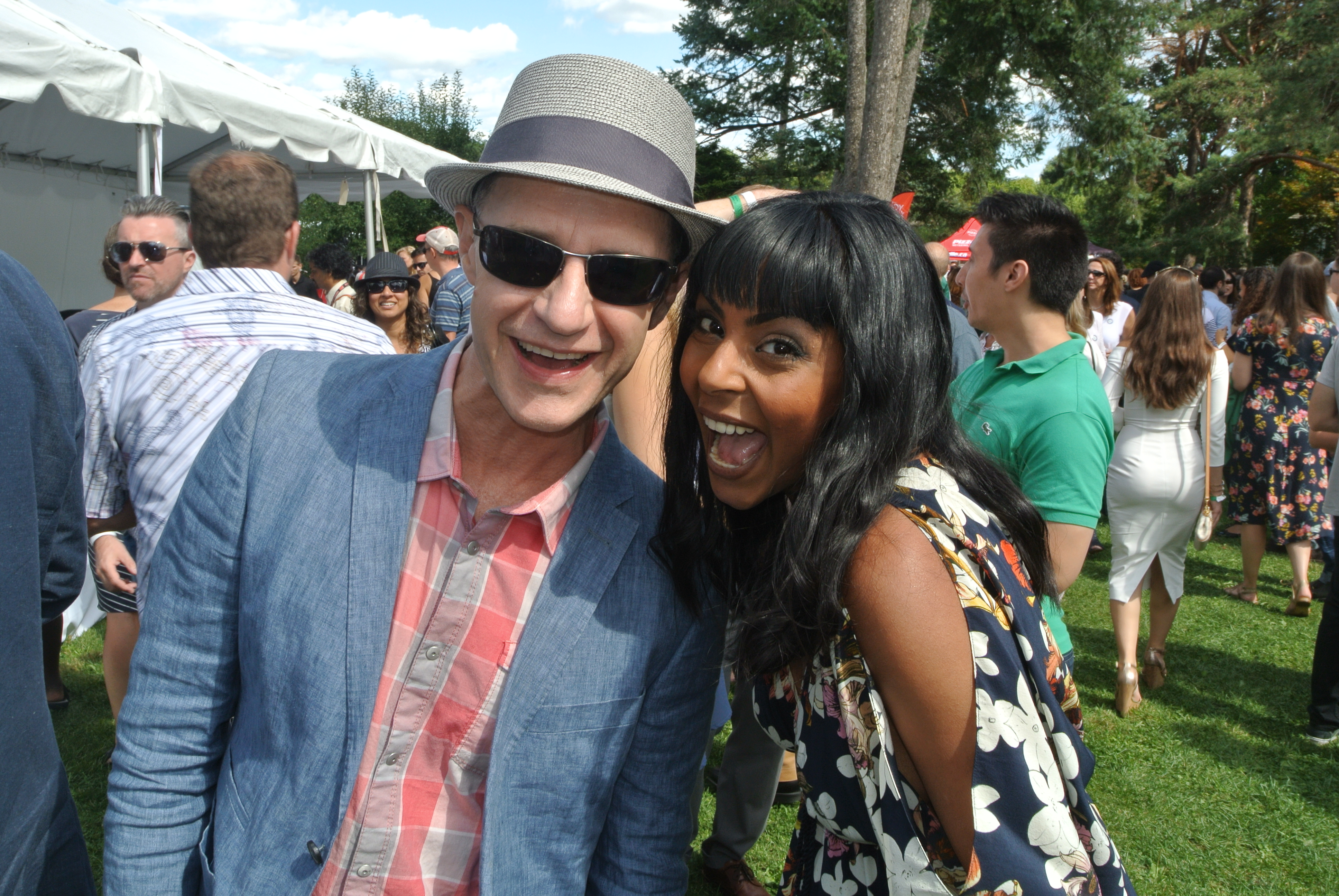
Chris Owens

Christopher Bradley „Chris“ Owens (* 7. September 1961 in Toronto) ist ein kanadischer Schauspieler.
Owens ist der Sohn von Jeannette, einer Jazzsängerin, und Garry Owens, einem Schlagzeuger.
Owens hat in vielen Spielfilmen, häufig in Nebenrollen wie in Cocktail und Der Einsatz, gespielt. Berühmt wurde er mit der Fernsehserie Akte X – Die unheimlichen Fälle des FBI. Owens spielte die jüngere Version von C.G.B. Spender, des „Krebskandidaten“.
1998 spielte Owens Special Agent Jeffrey Spender, Sohn des „Rauchers“. Owens kehrte 2002 in der Episode Zum Wohle des Kindes zurück, als abscheulich entstellter Jeffrey Spender, der den „Mord“ überlebt hatte. Er erschien einige Episoden später erneut in Die Wahrheit (Teil 2), dem Serien-Finale.
Er ist für zahlreiche Preise nominiert worden.

## Filmografie
- 1985: Nachtstreife (Night Heat, Fernsehserie, 1 Folge)
- 1987: Chicago Blues
- 1988: Cocktail
- 1988–1990: Die Campbells (The Campbells, Fernsehserie, 2 Folgen)
- 1992: Katts und Dog (Katts and Dog, Fernsehserie, 1 Folge)
- 1994–1996: Kung Fu – Im Zeichen des Drachen (Kung Fu – The Legend Continues, Fernsehserie, 2 Folgen)
- 1995: Tek War – Krieger der Zukunft (TekWar, Fernsehserie, 1 Folge)
- 1996: PSI Factor – Es geschieht jeden Tag (PSI Factor – Chronicles of the Paranormal, Fernsehserie, 1 Folge)
- 1996–2018: Akte X – Die unheimlichen Fälle des FBI (The X-Files, Fernsehserie, 14 Folgen)
- 1997: Millennium – Fürchte deinen Nächsten wie Dich selbst (Millenium, Fernsehserie, 1 Folge)
- 1998: Dich kriegen wir auch noch! (Disturbing Behavior)
- 1998: Stargate – Kommando SG-1 (Stargate SG-1, Fernsehserie, 1 Folge)
- 1999: Das Netz – Todesfalle Internet (The Net, Fernsehserie, 1 Folge)
- 2001: Lexx – The Dark Zone (LEXX, Fernsehserie, 1 Folge)
- 2002: Mutant X (Fernsehserie, 1 Folge)
- 2003: Der Einsatz (The Recruit)
- 2005: Mayday – Alarm im Cockpit Mayday (Mayday, Fernsehserie, 1 Folge)
- 2005: Missing – Verzweifelt gesucht (1-800-Missing, Fernsehserie, 1 Folge)
- 2007: Enttarnt – Verrat auf höchster Ebene (Breach)
- 2007: The Dresden Files (Fernsehserie, 1 Folge)
- 2008: Der unglaubliche Hulk (The Incredible Hulk)
- 2008: High School Musical 3: Senior Year
- 2009: Saw VI
- 2010: Baxter (Fernsehserie, 4 Folgen)
- 2010: R.E.D. – Älter, Härter, Besser (RED)
- 2010: Saw 3D – Vollendung (Saw 3D)
- 2011: Combat Hospital (Fernsehserie, 1 Folge)
- 2011: Dream House
- 2013: Lost Girl (Fernsehserie, 1 Folge)
- 2015: The Strain (Fernsehserie, 1 Folge)
- 2016: 11.22.63 – Der Anschlag (11.22.63, Fernsehmehrteiler)
- 2017: Cardinal (Fernsehserie, 1 Folge)
- 2018: Nur ein kleiner Gefallen (A Simple Favor)
- 2018: The Expanse (Fernsehserie, 6 Folgen)